# Black Coal

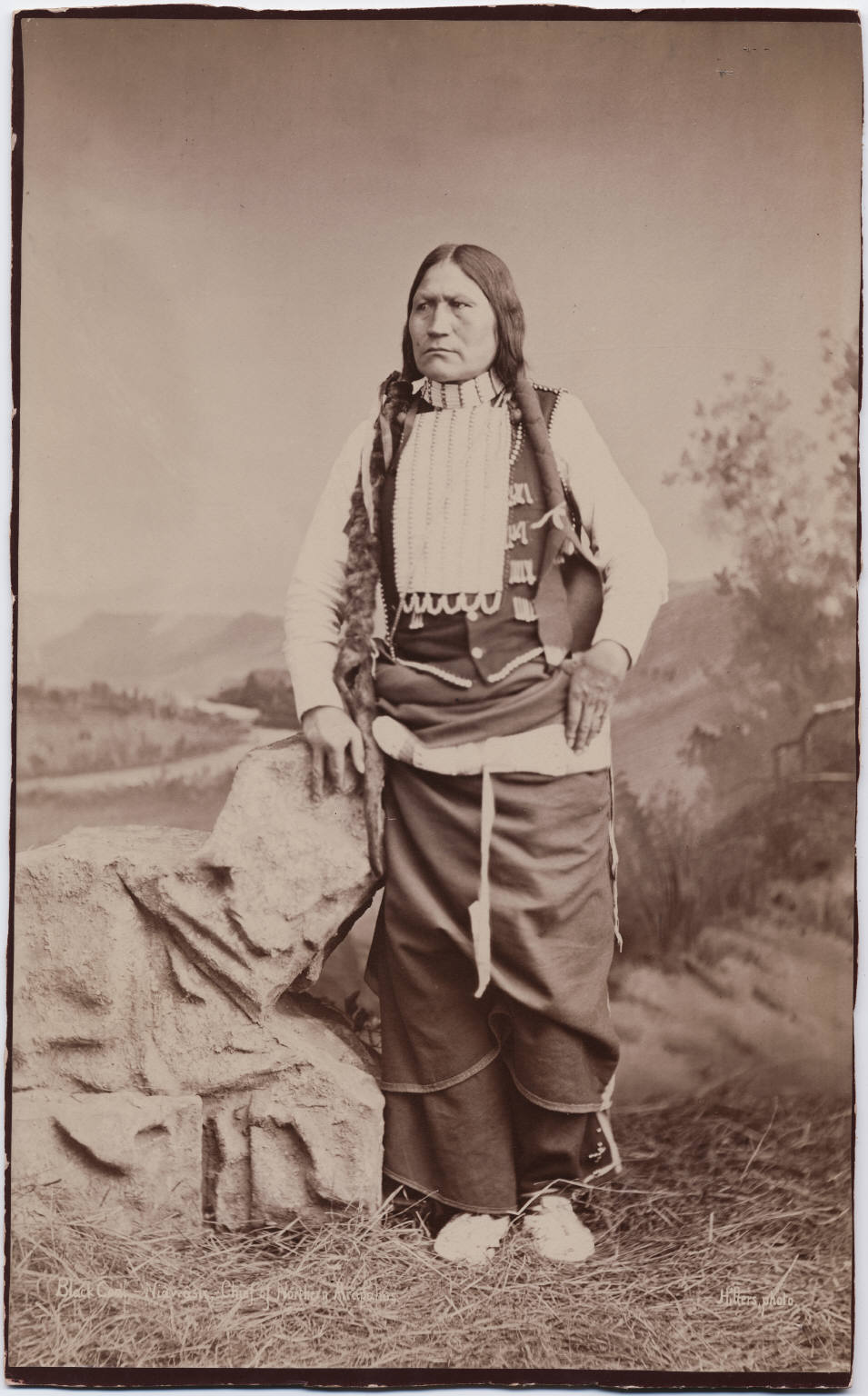
Black Coal cirka 1880.

Black Coal var en arapahohövding som levde mellan 1830 och 1893. Han blev senare de nordliga arapahoernas sista överhövding.